# Sir John Guise Stadium
Le Sir John Guise Stadium est un stade multisports et d'athlétisme situé à Port Moresby, la capitale de la Papouasie-Nouvelle-Guinée, et fait partie du plus grand complexe sportif Sir John Guise qui comprend également une arène intérieure, un terrain de beach-volley, hockey, et centre aquatique. Le stade porte le nom de Sir John Guise, premier gouverneur général de Papouasie-Nouvelle-Guinée.

## Histoire
Le stade a été ouvert en 1991 pour accueillir les Jeux du Pacifique cette année-là. Le stade avait une capacité initiale d'environ 5,000 spectateurs.
Le 27 septembre 2009, la Papouasie-Nouvelle-Guinée a été choisie pour accueillir les Jeux du Pacifique de 2015. Le stade a été choisi, avec Lloyd Robson Oval, la piscine Taurama et le nouveau stade Konedobu, comme sites des matchs. Les rénovations de l'installation comprenaient : la rénovation et l'agrandissement de la tribune existante, de nouvelles installations pour les joueurs, des bureaux et des salons, des vestiaires, un centre des médias, des stations médicales, une augmentation du nombre de places assises d'environ 5,000 à 15,000 spectateurs, un nouvel éclairage de qualité de diffusion, un système de sonorisation, un tableau d'affichage et l'installation d'une piste d'athlétisme certifiée par l'IAAF.
Le stade a été officiellement inauguré et testé le 12 juin 2015 avec un match de Rugby à XIII entre les Papua New Guinea Hunters Rugby league Football Club et les Souths Logan Magpies au 14e tour de la Queensland Rugby League 2015. Il a également accueilli les cérémonies d'ouverture et de clôture des  Jeux du Pacifique de 2015.
Le stade a accueilli tous les matchs de la Coupe d'Océanie de football 2016, le championnat régional qui a également servi de qualification pour la Coupe des Confédérations 2017 et de deuxième tour de qualification pour la qualification pour la coupe du monde 2018. Le stade a également été l'un des sites de la Coupe du monde féminine de football des moins de 20 ans 2016.